# Zygoballini
Zygoballini, es una tribu de arañas araneomorfas, pertenecientes a la familia Salticidae.

## Géneros
- - Messua Peckham & Peckham, 1896
  - Rhetenor Simon, 1902
  - Zygoballus Peckham & Peckham, 1885